# 体前屈測定
体前屈測定（たいぜんくつそくてい）とは、前屈姿勢になり主に太腿の裏側（ハムストリング）と腰部の柔軟度を測定すること。
体前屈の値が低下すると腰痛が起こりやすくなり、ランニングやテニスなどスポーツをする場合に肉離れなどのけがをしやすくなる。 

## 測定方法
測定方法には立位体前屈と長座体前屈がある。
いずれも正確に測るため膝を曲げたり反動をつけたりすることは避ける。 

### 立位体前屈
立位体前屈では、床もしくは台面を0cmとし、そこから上下に1cmごとの目盛のものさしをつけた台を用意する。被測定者は両足のかかとをつけて足先を5cmほど開いて台の上に立ち、両手を伸ばしてものさしに触れながら前屈して両方の中指で測定器のカーソルを押す。
両指先が達した最下端の位置を測定器の目盛りで読み取り、0cmに達しないときは、0までの距離をマイナスで示す。 
もともと立位体前屈で測定されていたが、立って頭を下げた状態になることは血管系疾患のリスクがある中高年者には脳血管系事故等のリスクを伴う。また台の昇降時や前屈終了後の上体をおこした時にはふらついたり落ちたりする危険性もある。このようなことから次の長座体前屈が考案された。
日本では1999年（平成11年）から実施されている「新体力テスト」では立位体前屈ではなく長座体前屈が採用された。詳細はスポーツテストを参照。

### 長座体前屈
長座体前屈は、長座の姿勢から腰関節を前屈させ、前屈の度合いを長さで測定する。 
測定器は「新体力テスト実施要項」に記載されており、高さ約24cmの箱2個を左右に約40cm離して平行に置き、その上に段ボール厚紙をのせ、ガムテープで厚紙と箱を固定したもので、床から段ボール厚紙の上面までの高さは25cm（±1cm）とし、箱の横にスケールを置いたものである。
被測定者は両脚を両箱の間に入れ壁に背・尻をぴったりとつけて長座姿勢をとる。肩幅の広さで両手のひらを下にして、手のひらの中央付近が、厚紙の手前端にかかるように置き、胸を張って、両肘を伸ばしたまま両手で箱を手前に十分ひきつけて背筋を伸ばす。
以上が初期姿勢で箱の手前の角を零点を合わせる。被測定者は、ゆっくりと前屈し、箱全体をまっすぐ前方にできるだけ遠くまで滑らせ、最大に前屈した後に厚紙から手を離し、初期姿勢から最大前屈時までの箱の移動距離を読み取る。